# 薩拉察河
薩拉察河是拉脫維亞的河流，位於該國東北部，河道全長95公里，流域面積3,421平方公里，發源自布爾特內克斯湖，最終注入里加灣，是多種魚類的棲息地。